# Operation Cornerstone
Die Operation Cornerstone war eine Serie von zwölf US-amerikanischen Kernwaffentests, die 1988 und 1989 auf der Nevada Test Site in Nevada durchgeführt wurde.

## Die einzelnen Tests der Cornerstone-Serie
| #  | Bombe                            | Datum / Zeit (GMT)           | Testgelände                | Testart | Sprengkraft          | Anmerkungen                                                     |
| -- | -------------------------------- | ---------------------------- | -------------------------- | ------- | -------------------- | --------------------------------------------------------------- |
| 1  | Dalhart                          | 13. Oktober 1988 14:00 Uhr   | Area 4u                    | Schacht | <150 kT              |                                                                 |
| 2  | Monahans-A Monahans-B            | 9. November 1988 20:15 Uhr   | Area 3lk Area 6i           | Schacht | <20 kT <20 kT        | Simultanzündung verschiedener Bomben in verschiedenen Schächten |
| 3  | Kawich A-White Kawich A-Blue     | 9. Dezember 1988 15:15 Uhr   | Area 8n Area 8n            | Schacht | <20 kT <20 kT        | Simultanzündung verschiedener Bomben in einem Schacht           |
| 4  | Misty Echo                       | 10. Dezember 1988 20:30 Uhr  | Area 12n.23                | Tunnel  | <150 kT              |                                                                 |
| 5  | Texarkana                        | 10. Februar 1989 20:06 Uhr   | Area 7ca                   | Schacht | 20 bis 150 kT        |                                                                 |
| 6  | Kawich-Red Kawich-Black          | 24. Februar 1989 16:15 Uhr   | Area 2cu Area 2cu          | Schacht | <20 kT <20 kT        | Simultanzündung verschiedener Bomben in einem Schacht           |
| 7  | Ingot                            | 9. März 1989 14:05 Uhr       | Area 2gg                   | Schacht | 20 bis 150 kT        |                                                                 |
| 8  | Palisade-1 Palisade-2 Palisade-3 | 15. Mai 1989 13:10 Uhr       | Area 4at Area 4at Area 4at | Schacht | <20 kT <20 kT <20 kT | Simultanzündung verschiedener Bomben in einem Schacht           |
| 9  | Tulia                            | 26. Mai 1989 18:07 Uhr       | Area 4s                    | Schacht | <20 kT               |                                                                 |
| 10 | Contact                          | 22. Juni 1989 21:15 Uhr      | Area 20aw                  | Schacht | 20 bis 150 kT        |                                                                 |
| 11 | Amarillo                         | 27. Juni 1989 15:30 Uhr      | Area 19ay                  | Schacht | 20 bis 150 kT        |                                                                 |
| 12 | Disko Elm                        | 14. September 1989 15:00 Uhr | Area 12p.03                | Tunnel  | <20 kT               |                                                                 |